# Chiesa di San Girolamo a Corviale
La chiesa di San Girolamo a Corviale è un luogo di culto cattolico di Roma, situato su via dei Buonvisi, nel suburbio Gianicolense.
Fu costruita nel 1960 su progetto dell'architetto Francesco Fornari. Essa conserva un'importante e venerata icona della Crocifissione, con la raffigurazione di Cristo in croce e ai lati le figure di Maria e Giovanni: tipico della iconografia cristiana orientale è la presenza ai piedi della croce di una grotta in miniatura e del teschio di Adamo.
La chiesa è sede parrocchiale, eretta il 9 marzo 1960 con il decreto del cardinale vicario Clemente Micara Quotidianis curis.
Dal 14 febbraio 2015 insiste su di essa l'omonimo titolo cardinalizio.

## Bibliografia

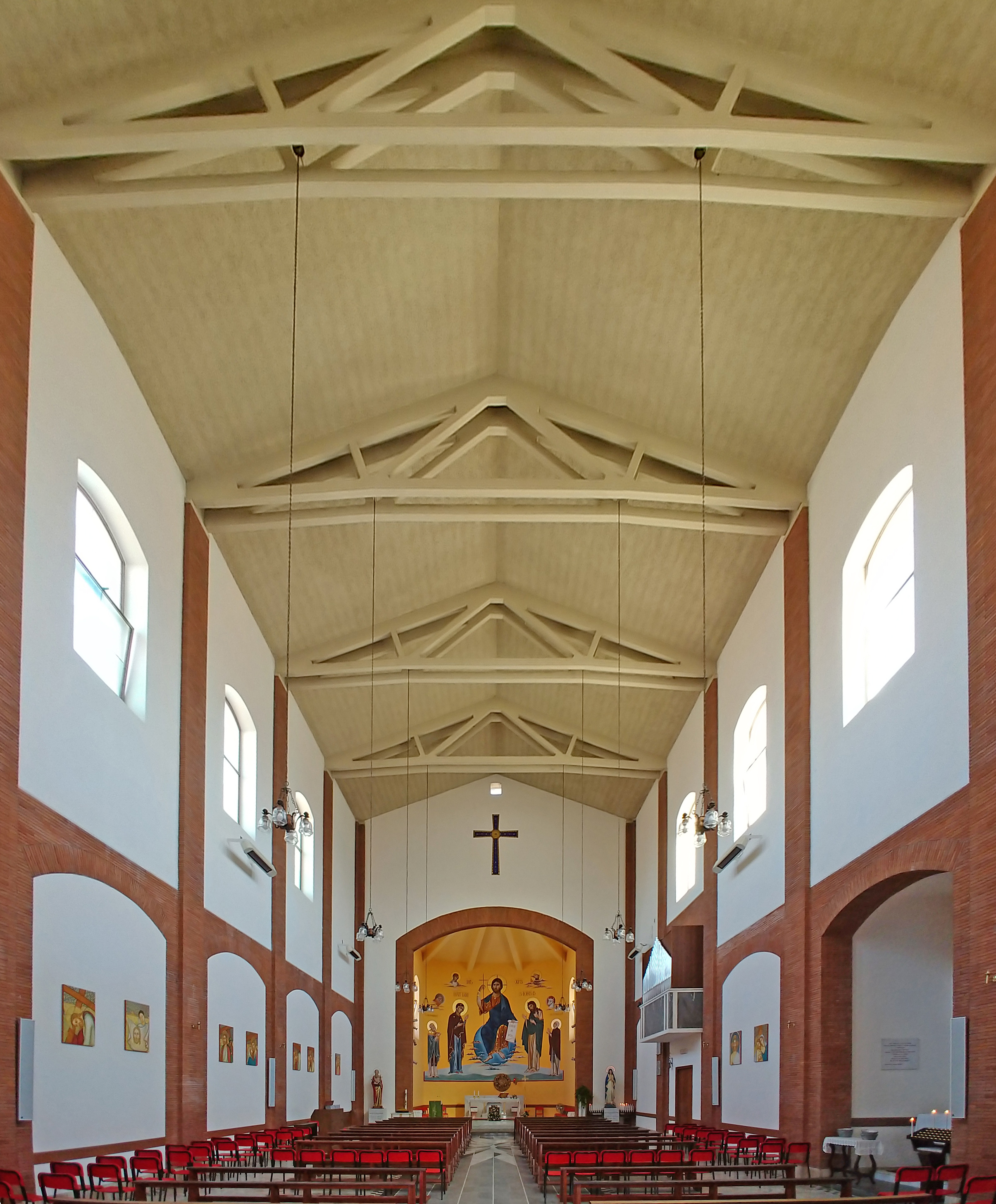
L'interno